# 善高村
善高村（よしたかむら）は、かつて新潟県三島郡にあった村。

## 沿革
- 1889年（明治22年）4月1日 - 町村制施行に伴い三島郡万善寺村、高内村、平野新村新田、求草村、入軽井村、町軽井村、田尻村、矢田村、北曽根村、敦ケ曽根村、大川津村が合併し、善高村が発足。
- 1901年（明治34年）11月1日 - 三島郡五千石村、下桐原村、本与板村（一部）と合併し、大河津村となり消滅。
- 1957年（昭和32年）7月5日 - 大河津村が三分割された際、旧村域の大字大川津が西蒲原郡分水町に編入。